# Tourism
Tourism è il quarto album in studio del duo pop svedese Roxette, pubblicato nel 1992.

## Descrizione
Nato principalmente come una pubblicazione in doppio LP, con 4 canzoni su ogni facciata, Tourism è stato registrato durante il Join The Joyride Worldwide Tour 91-92, da come suggerisce il titolo, un po' ovunque: [...] Studios, Stages, Hotelrooms & Other Strange Places.
In Tourism ci sono rivisitazioni di alcuni brani, come It Must Have Been Love, con una parte iniziale di un concerto tenuto a Santiago che viene ripreso in stile country in uno studio di Los Angeles.
So Far Away, già inserita nel primo album del gruppo Pearls of Passion,  è stata ri-arrangiata in acustico insieme ad Here Comes The Weekend, un inedito.
È presente anche Silver Blue, la cui versione demo era stata usata nel 1988 in un videoclip, con delle immagini tratte dal concerto del "Look Sharp! Live".
Come Back (Before You Leave), B-Side del singolo Joyride, è stata riagganciata ad una versione live di Things Will Never Be the Same; una versione del concerto, mandato poi in onda alla TV svizzera, tenutosi nel 1991 a Zurigo, per il Join the Joyride Worldwide Tour 91-92.
Dall'album Tourism sono stati estratti i singoli How Do You Do! e Queen of Rain.
Nel 1993 è stata pubblicata una nuova versione di Fingertips, che rispetto alla versione acustica dell'album Tourism è stata registrata con un'impronta di chitarre e batteria più forte, su uno stile più simile a quello usato nell'album successivo, Crash! Boom! Bang!, del 1994. Il brano, rinominato Fingertips '93, è stato pubblicato come terzo e ultimo singolo tratto dall'album Tourism, e successivamente utilizzato come B-Side del singolo Almost Unreal e riproposto nella raccolta Rarities del 1995.
In Italia l'album ha raggiunto la posizione #10 in classifica.

## Tracce

### Tracce in LP

#### Disco 1
- Lato A:

1. How Do You Do! [Studio: Halmstad e Stoccolma] - 3:12
2. Fingertips [Studio: Rio de Janeiro] - 3:22
3. The Look [Live: Sydney] - 5:34
4. The Heart Shaped Sea [Studio: Los Angeles] - 4:31

- Lato B:

1. The Rain [Studio: Stoccolma] - 4:49
2. Keep Me Waiting [Studio: Stoccolma] - 3:12
3. It Must Have Been Love [Live: Santiago / Studio: Los Angeles] - 7:08
4. Cinnamon Street [Studio: Stoccolma e Copenaghen] - 5:04

#### Disco 2
- Lato C:

1. Never Is A Long Time [Nightclub: San Paolo] - 3:44
2. Silver Blue [Studio: Stoccolma] - 4:05
3. Here Comes The Weekend [Hotelroom: Buenos Aires] - 4:11
4. So Far Away [Hotelroom: Buenos Aires] - 4:02

- Lato D:

1. Come Back (Before You Leave) [Studio: Stoccolma] - 4:30
2. Things Will Never Be The Same [Live: Zurigo] - 3:22
3. Joyride [Live: Sydney] - 4:50
4. Queen of Rain [Studio: Stoccolma] - 4:49

### Tracce CD e MC
1. How Do You Do! [Studio: Halmstad e Stoccolma] - 3:12
2. Fingertips [Studio: Rio de Janeiro] - 3:22
3. The Look [Live: Sydney] - 5:34
4. The Heart Shaped Sea [Studio: Los Angeles] - 4:31
5. The Rain [Studio: Stoccolma] - 4:49
6. Keep Me Waiting [Studio: Stoccolma] - 3:12
7. It Must Have Been Love [Live: Santiago / Studio: Los Angeles] - 7:08
8. Cinnamon Street [Studio: Stoccolma e Copenaghen] - 5:04
9. Never Is A Long Time [Nightclub: San Paolo] - 3:44
10. Silver Blue [Studio: Stoccolma] - 4:05
11. Here Comes The Weekend [Hotelroom: Buenos Aires] - 4:11
12. So Far Away [Hotelroom: Buenos Aires] - 4:02
13. Come Back (Before You Leave) [Studio: Stoccolma] - 4:30
14. Things Will Never Be The Same [Live: Zurigo] - 3:22
15. Joyride [Live: Sydney] - 4:50
16. Queen of Rain [Studio: Stoccolma] - 4:49

## Versione 2009 "Rox Archives vol. 4 / File Under Pop"
Nel 2009 le 16 canzoni dell'album, secondo il sito ufficiale, sono state pubblicate, per una versione rimasterizzata dell'album, insieme a "Fingertips'93" e "2 Cinnamon Street", versione alternativa a "Cinnamon Street" cantata da Marie Fredriksson. Nella versione digitale dell'album (tramite ITunes) sono reperibili altre 5 bonus tracks.

### Tracce
1. How Do You Do! [Studio: Halmstad e Stoccolma] - 3:12
2. Fingertips [Studio: Rio de Janeiro] - 3:22
3. The Look [Live: Sydney] - 5:34
4. The Heart Shaped Sea [Studio: Los Angeles] - 4:31
5. The Rain [Studio: Stoccolma] - 4:49
6. Keep Me Waiting [Studio: Stoccolma] - 3:12
7. It Must Have Been Love [Live: Santiago / Studio: Los Angeles] - 7:08
8. Cinnamon Street [Studio: Stoccolma e Copenaghen] - 5:04
9. Never Is A Long Time [Nightclub: San Paolo] - 3:44
10. Silver Blue [Studio: Stoccolma] - 4:05
11. Here Comes The Weekend [Hotelroom: Buenos Aires] - 4:11
12. So Far Away [Hotelroom: Buenos Aires] - 4:02
13. Come Back (Before You Leave) [Studio: Stoccolma] - 4:30
14. Things Will Never Be The Same [Live: Zurigo] - 3:22
15. Joyride [Live: Sydney] - 4:50
16. Queen of Rain [Studio: Stoccolma] - 4:49
17. Fingertips'93 [A-Side di "Fingertips'93"]
18. 2 Cinnamon Street [dalla colonna sonora di "Super Mario Bros"]
19. Fading Like a Flower [Live][B-Side di "How Do You Do!"]
20. It Must Have Been Love [Live][B-Side di "Queen of Rain"]
21. Paint [Live][B-Side di "Queen of Rain"]
22. Hotblooded [Live][B-Side di "Fingertips'93"]
23. Dressed for Success [Live][B-Side di "Fingertips'93"]

## Singoli
- How Do You Do!
- Queen of Rain
- Fingertips '93

## Formazione
- Marie Fredriksson - voce
- Per Gessle - voce, chitarra